# Isla Pájaro (Georgias del Sur)

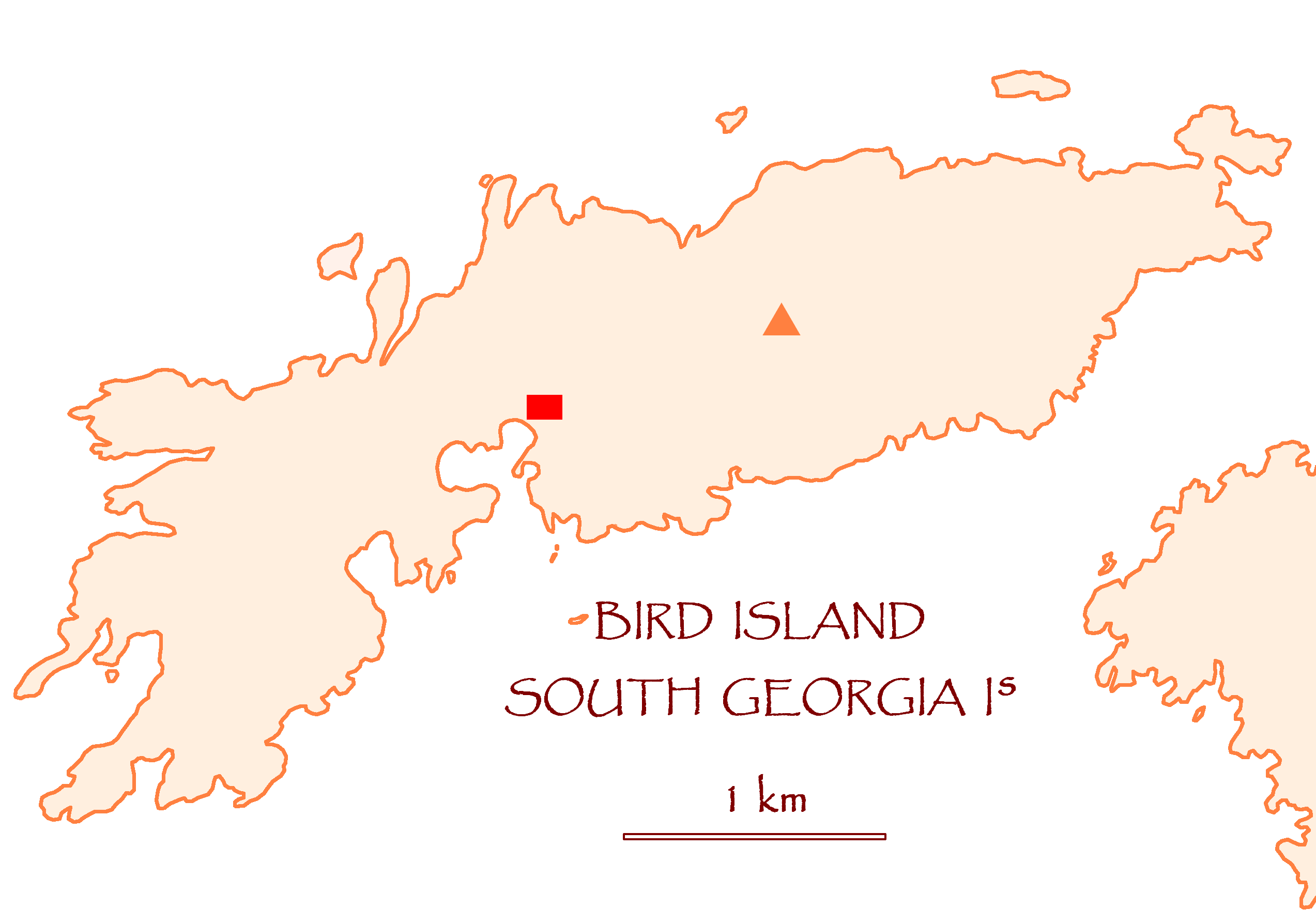
Mapa de la isla

La isla Pájaro (en inglés: Bird Island), también conocida en algunos países hispanohablantes como isla Bird, se encuentra en el extremo noroeste del archipiélago de las islas Georgias del Sur, a 54°00′S 38°03′O / -54.000, -38.050. La isla es sólo accesible mediante lanchas o helicópteros.
La isla es administrada por el Reino Unido como parte del territorio de británico de ultramar de las Islas Georgias del Sur y Sandwich del Sur, si bien también es reclamada por la República Argentina que la considera parte del departamento Islas del Atlántico Sur dentro de la provincia de Tierra del Fuego, Antártida e Islas del Atlántico Sur.

## Geografía
Esta isla parcialmente nevada consta de unos 4,8 km de largo entre la punta del Adiós (o Farewell) y la punta Pearson, y unos 800 metros de ancho, con una área de 400 ha. Está separada por 500 m del cabo Alejandra de la isla San Pedro por el estrecho de La Roché (Bird Sound), y de las islas Verdant por el estrecho Stewart. Está acompañada de una treintena de islotes.
El punto más alto de la isla es el pico Roché, de 365 m s. n. m., destacando también el pico Stejneger de 209 m s. n. m., y el pico Gazella de 186 m s. n. m.
Entre los accidentes geográficos más notables de la isla se hallan las ensenadas Johnson, Burton, Evermann, Jordan, Sooty, todas ubicadas en su costa sur. Destacan también las estacas Cordall en su costa norte.
En el islote más occidental al norte de la isla Pájaro esta´uno de los puntos que determinan las líneas de base de la República Argentina, a partir de las cuales se miden los espacios marítimos que rodean al archipiélago.

## Historia
Fue descubierta en 1775 por una expedición británica al mando de James Cook, quien la nombró así por la gran cantidad de aves que vio en ella. 
La isla Pájaro/Bird ha sido designada por el Reino Unido como un sitio de especial interés científico encuadrado en la Falkland Island Dependencies Conservation Ordinance de 1975. También fue designada como un área especialmente protegida dentro del South Georgia Environmental Management Plan del gobierno británico que administra las islas Georgias del Sur. Por esta razón este gobierno exige su permiso para el ingreso de cualquier persona a la isla, y el British Antarctic Survey debe obtener anualmente la renovación de su permiso para mantener su estación de investigación.

## Estación de Investigación de la Isla Pájaro

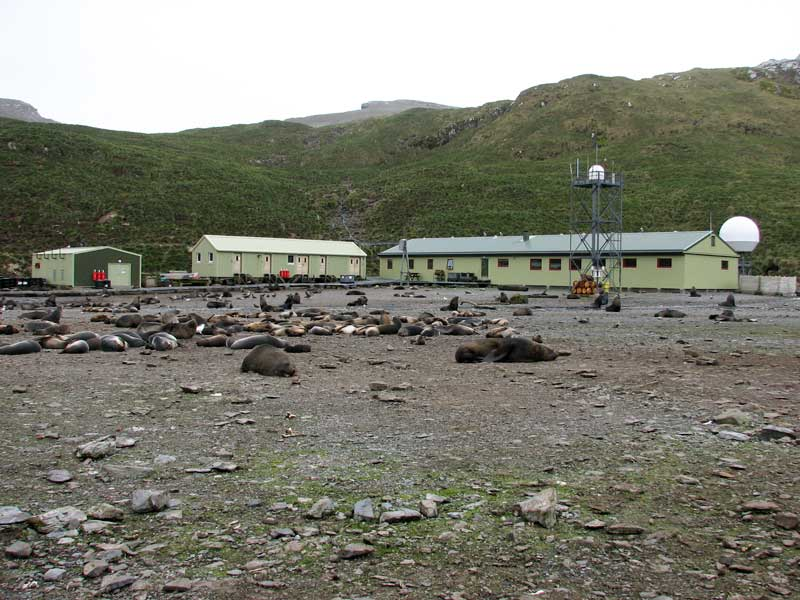
Estación de investigación de la Isla Pájaro.

La Estación de Investigación de la Isla Bird del British Antarctic Survey ha sido ocupada intermitentemente entre 1957 y 1982. La estación, que permaneció libre de la acción de las fuerzas argentinas durante la guerra de las Malvinas en 1982, es desde el 22 de setiembre de 1982 una base de ocupación permanente. El principal foco de interés científico son los lobos marinos antárticos y las aves marinas. Durante el invierno permanecen normalmente 4 personas en la base, 3 asistentes zoológicos y un técnico de mantenimiento. Durante el verano el personal aumenta a 10.

## Fauna
Entre los animales que habitan la isla se encuentran muchas variedades de aves antárticas y subantárticas. La isla es el hogar de cerca de 50 000 parejas reproductoras de pingüinos, 14 000 parejas de albatros, 700 000 petreles nocturnos y 65 000 parejas reproductoras de focas.

## Nota
1. ↑  Ley 23.968 - Líneas de Base de La República Argentina - www.infoleg.gob.ar